# براق عينو
براق عينو هو رأس خروف يُطهى مع البطاطا، متبل على طريقة الدرسا التي تحتوي على الثوم والفلفل الحار، ويُخبزه في الفرن لعدة ساعات.
يُقدم هذا الطبق الجزائري التقليدي بشكل خاص خلال الاحتفال بعيد الأضحى المبارك.